# Regulación ePrivacy
El Reglamento ePrivacy (ePR) (Reglamento de Privacidad Electrónica, en español) es una propuesta de regulación de diversos temas relacionados con la privacidad, principalmente en relación con las comunicaciones electrónicas en la Unión Europea. Su nombre completo es "Reglamento del Parlamento Europeo y del Consejo relativo al respeto de la vida privada y la protección de los datos personales en las comunicaciones electrónicas y por el que se deroga la Directiva 2002/58/CE (Reglamento sobre la privacidad y las comunicaciones electrónicas). Derogaría la Directiva 2002 sobre privacidad y comunicaciones electrónicas (Directiva sobre privacidad electrónica) y sería una especificación sobre el Reglamento General de Protección de Datos..Los ámbitos clave del reglamento propuesto son la confidencialidad de las comunicaciones, los controles de privacidad a través del consentimiento electrónico y los navegadores, y las cookies.
La historia del Reglamento se remonta varios años atrás y su ámbito de aplicación sigue siendo objeto de debate. De acuerdo con algunas propuestas, se aplicaría a cualquier negocio que procese datos en forma de servicio de comunicación en línea, utilice tecnologías de seguimiento en línea o se dedique a la comercialización directa electrónica.
Las sanciones propuestas por incumplimiento serían de hasta 20 millones de euros o, en el caso de una empresa, de hasta el 4 % del volumen de negocios anual total a nivel mundial, si este es mayor. El Reglamento de privacidad electrónica estaba previsto que entrara en vigor el 25 de mayo de 2018, junto con el RGPD, pero aún no se ha adoptado.

## Diferencia entre el Reglamento y la Directiva
El Reglamento sobre privacidad electrónica derogará la actual Directiva sobre privacidad electrónica.
Contrariamente a una Directiva de la UE, un Reglamento de la UE es un acto jurídico de la Unión Europea que resulta inmediatamente efectivo como ley en todos los Estados miembros simultáneamente.
La actual Directiva sobre la privacidad en línea es un acto jurídico de la Unión Europea que requiere que los Estados miembros alcancen un resultado concreto sin dictar los medios para lograr ese resultado. Por lo tanto, se ha incorporado a las leyes y reglamentos nacionales. Si el Reglamento sobre privacidad electrónica propuesto se hiciera efectivo, estas leyes se sustituirían y probablemente se derogarían (por razones de claridad). El Reglamento sobre privacidad electrónica sería autoaplicable y no requeriría muchas medidas de aplicación.

## Puntos clave de la propuesta de la Comisión
Según la Comisión Europea, la propuesta incluye los siguientes cambios importantes:
- Nuevos proveedores: Las reglas de privacidad también se aplicarán a los nuevos proveedores que ofrecen servicios de comunicaciones electrónicas como WhatsApp, Facebook Messenger y Skype. Esto garantizará que los servicios populares garanticen el mismo nivel de confidencialidad de las comunicaciones que los operadores tradicionales de telecomunicaciones.
- Normas más estrictas: todas las personas y empresas de la UE disfrutarán del mismo nivel de protección de sus comunicaciones electrónicas a través de este reglamento directamente aplicable. Las empresas también se beneficiarán de un único conjunto de normas en toda la UE.
- Contenido de comunicaciones y metadatos: La privacidad está garantizada para comunicaciones como el tiempo y la ubicación de una llamada. Los metadatos tienen un alto componente de privacidad y deben ser anónimos o eliminados si los usuarios no dieron su consentimiento a menos que los datos sean necesarios para la facturación.
- Nuevas oportunidades comerciales: una vez que se dé el consentimiento para que se procesen los datos de comunicaciones (contenidos y/o metadatos), los operadores tradicionales de telecomunicaciones tendrán más oportunidades de prestar servicios adicionales y desarrollar sus negocios. Por ejemplo, podrían producir mapas de calor que indiquen la presencia de personas, lo que podría ayudar a las autoridades públicas y a las empresas de transporte a desarrollar nuevos proyectos de infraestructura.
- Normas más simples sobre cookies: se simplificará la provisión de cookies, que ha dado lugar a una sobrecarga de solicitudes de consentimiento para los usuarios de Internet. La nueva regla será más fácil de usar, ya que la configuración del navegador proporcionará una manera fácil de aceptar o rechazar cookies de seguimiento y otros identificadores. La propuesta también aclara que no se necesita consentimiento para que las cookies que no son intrínsecas mejoren la experiencia de Internet (como recordar el historial del carrito de compras) o las cookies utilizadas por un sitio web para contar el número de visitantes.
- Protección contra el spam: la propuesta prohíbe las comunicaciones electrónicas no solicitadas por correo electrónico, SMS y máquinas de llamada automatizadas. Dependiendo de la legislación nacional, las personas estarán protegidas por defecto o podrán utilizar una lista de llamadas no denominadas para evitar recibir llamadas de marketing. Las llamadas de marketing tendrán que mostrar su número de teléfono o usar un prefijo especial que indica una llamada de marketing.
- Aplicación más eficaz: la aplicación de las normas de confidencialidad del Reglamento será responsabilidad de las autoridades de protección de datos, que ya están a cargo de las normas del Reglamento general de protección de datos.

## Recepción
En febrero de 2021, el Comisionado Federal de Protección de Datos y Libertad de Información de Alemania vio que se cruzaban varias líneas rojas. La retención de datos volvió a formar parte de la propuesta, a pesar de que muchos tribunales la habían declarado ilegal. La normativa relativa a Internet supuso un paso atrás en el sentido de que se permitirían de nuevo los muros de cookies . Se anularían importantes derechos de los consumidores, como el "derecho a oponerse" y la "evaluación de impacto de la protección de datos". Los datos personales podrían ser tratados para finalidades distintas a las originales sin el consentimiento de la persona. La pregunta "pagar o permitir el seguimiento" para acceder a un sitio web estaría permitida de ahora en adelante. La directiva de 2001 requería en su artículo 15(1) que los datos pudieran ser retenidos por un interés público importante. La propuesta ahora en 17a ya no tiene tal referencia al interés público.
En marzo de 2021, se informó de que Francia estaba dirigiendo un esfuerzo para modificar la iniciativa ePrivacy para eximir a las agencias nacionales de seguridad de algunas disposiciones.
El 6 de julio de 2021, el Parlamento Europeo aprobó una excepción al Reglamento sobre privacidad electrónica que permite a los proveedores de servicios de comunicación electrónica analizar e informar mensajes privados en línea que contienen material que representa el abuso sexual infantil, y permitir a las empresas aplicar tecnologías aprobadas para detectar indicios de acoso.